# Tari Ito
En este nombre japonés, Ito es el apellido. 
Tari Ito (伊藤 塔莉 Itō Tari?) (1951-22 de septiembre de 2021) fue una artista de performance japonesa, activista, y organizadora con sede en Tokio que presentó su trabajo en Japón y Asia, América del norte, y Europa. Ella fue una de las pocas artistas lesbianas en Japón.

## Biografía
Tari Ito nació en 1951 en Tokio, Japón. Comenzó a trabajar como intérprete de pantomima en Japón y los Países Bajos antes de convertirse en artista de performance a finales de los años 80, y como artista feminista y lesbiana desde los años 90. Estableció y fundó Women's Art Network (WAN) en 1994 en Tokio, la cual organizó Women Breaking Boundaries 21, una exhibición de mujeres artistas de Japón y otras partes de Asia en el 2001. Ito creó el PA/F (Performance Art/Feminism) Space en el 2003.
La actuación y la práctica artística de Ito se centraban en explorar la sexualidad, la violencia militar contra las mujeres y el miedo a la exposición a la radiación después del desastre nuclear de Fukushima en el 2011. Su trabajo "ha seguido basándose en temas y materiales de la vida cotidiana para producir obras de arte en vivo que ella cree que pueden convertirse en catalizadores del cambio".
A partir del 2014, ella vivió en condiciones neurológicas degenerativas que limitaban su movilidad, aunque continuó actuando durante ese tiempo. Ito murió de esclerosis lateral amiotrófica el 22 de septiembre del 2021, a la edad de 70 años 

## Obras
En 1996, Ito interpretó Self-Portrait (自画像?)  en varios lugares de Japón, y como parte de Womanifesto en Bangkok, Tailandia, en 1997. Ito considera la pieza, en la que se declara lesbiana, como un "punto de inflexión" en su carrera. Otras actuaciones incluyen Memory of Epidermis (1994), Me Being Me (1999), Where is the Fear (2001), I Would Not Forget You (2006), One Response (2008-2010), One Response for Bae Bong-gi and Countless Other Women (ひとつの応答 ぺポンギさんと数えきれない女たち?)  (2012) y Before the 37 Trillion Pieces Get to Sleep (37兆個が眠りに就くまえに?)  (2019).
Su trabajo ha aparecido en el 3er Nippon International Performance Art Festival, NIPAF '96 (1996), y en las exhibiciones Womanifesto y Womanifesto II (1999), Text and Subtext (2000-2003), Women Breaking Boundaries 21 (2001), y Women In-Between (2012).